# UB 29
UB 29 war ein U-Boot vom Typ UB II der deutschen Kaiserlichen Marine, das während des Ersten Weltkrieges eingesetzt wurde.

## Geschichte
UB 29 wurde am 30. April 1915 bei der Werft A.G. Weser in Bremen in Auftrag gegeben, wo am 15. Juli 1915 die Kiellegung und am 31. Dezember 1915 der Stapellauf erfolgte. Das Boot wurde am 18. Januar 1916 in Dienst gestellt und anschließend der U-Flottille Flandern zugeteilt und in Seebrügge stationiert. Kommandant des Bootes war ab dem 18. Januar 1916 Oberleutnant zur See Herbert Pustkuchen. Auf ihn folgte ab dem 3. November 1916 Oberleutnant zur See Erich Platsch.

### Einsätze
Von der Indienststellung bis zum Verlust des Bootes wurden durch UB 29 insgesamt 32 Schiffe mit einer Gesamttonnage von 39.378 BRT versenkt.
Zusammen mit UB 6, UB 10, UB 12, UB 16, UB 17 bildete UB 29 am 30. und 31. Mai 1916 östlich von Lowestoft eine 18 sm (33 km) lange Standlinie. Diese U-Boote sollten die in Harwich stationierten leichten britischen Seestreitkräfte beobachten und abfangen, falls sie nach Norden auslaufen würden. Da Angriffe auf die Handelsschifffahrt ausblieben und Geheimdienstberichte das Auslaufen der U-Boote gemeldet hatten, schöpfte die britische Admiralität jedoch Verdacht und der geplante Hinterhalt scheiterte.

### Letzte Patrouille
UB 29 begab sich am 27. November 1916 unter Oberleutnant zur See Erich Platsch auf seinen letzten Einsatz. Das Boot konnte die Dover-Sperre passieren und war etwa zwei Wochen im westlichen Ärmelkanal im Einsatz. Es konnten während der Patrouille sechs Schiffe versenkt werden. Am 13. Dezember 1916 wurde UB 29 auf der Rückfahrt zur Basis nahe der Dover-Sperre vom Zerstörer Landrail gesichtet und angegriffen.

#### Verbleib
UB 29 galt seit dem 13. Dezember 1916 als vermisst. Lange Zeit wurde angenommen, es sei am 13. Dezember 1916 bei den Goodwin Sands am Osteingang zum Ärmelkanal durch den britischen Zerstörer Landrail versenkt worden. Das Wrack von UB 29 wurde jedoch im Juni 2017 vor der Küste von Westflandern (Belgien) in einer Tiefe von 30 m entdeckt. Im November 2017 konnte es anhand eines Messingschildes identifiziert werden. Das Wrack soll am Fundort verbleiben, da es sich um ein Seekriegsgrab handelt, und darum eine Schutzzone eingerichtet werden. Beim Untergang starb die gesamte Besatzung von 22 Personen. Im Februar 2018 wurde das 8,8-cm-Deckgeschütz geborgen und an das „War Heritage Institute“ in Brüssel übergeben. Am 22. April 2018 wurde der gefallenen Seeleute von UB 29 mit einem Gottesdienst und einer Kranzniederlegung durch die Fregatte Brandenburg der Deutschen Marine am Ort des Untergangs gedacht. Dies war ein besonderes Ereignis, da zum ersten Mal in der Geschichte einem deutschen Seekriegsgrab eine derartige Ehre zuteilwurde.